# Tachysphex helveticus
Tachysphex helveticus är en stekelart som beskrevs av Franz Friedrich Kohl 1885.
Tachysphex helveticus ingår i släktet Tachysphex och familjen Crabronidae. Enligt den finländska rödlistan är arten nära hotad i Finland. Arten är reproducerande i Sverige. Artens livsmiljö är åsmoskogar.